# Crocus naqabensis
Crocus naqabensis là một loài thực vật có hoa trong họ Diên vĩ. Loài này được Al-Eisawi & Kiswani mô tả khoa học đầu tiên năm 2001.